# Elminster - La nascita di un mago
Elminster - La nascita di un mago è un romanzo fantasy dello scrittore canadese Ed Greenwood, ambientato in Forgotten Realms, ambientazione per il gioco di ruolo Dungeons & Dragons da lui stesso creata.
Il romanzo narra la giovinezza di Elminster Aumar, uno dei più importanti e conosciuti personaggi dell'ambientazione, e della sua ricerca di vendetta contro i malvagi Signori Maghi usurpatori che governano il regno di Athalanthar.

## Trama
Elminster Aumar è un giovane pastore che ha perso entrambi i genitori, Amrythale Goldsheaf e Elthryn Aumar, uccisi da Undarl Cavalcadrago in quanto possibili aspiranti al trono di Athalanthar. In seguito al consiglio dell'ex-cavaliere Helm, Elminster si nasconde tra le Colline del Corno, dove è costretto per sopravvivere a fare il bandito. Il protagonista vive per alcuni anni di scorribande; in seguito si trasferisce nella città di Hastarl, dove vive di furti con l'amico Farl. Insieme i due amici combattono la gilda di ladri dei Moonclaw. Elminster, stanco di questa vita, decide di fare un ultimo furto prima di fuggire; si reca al tempio di Mystra per profanarlo. Lì però gli appare la dea: Elminster si converte e promette di servirla. Elminster viene trasformato in donna, poiché l'animo femminile è in sintonia con la Trama, e viene teletrasportato nella Grande Foresta, regno degli elfi, dove viene allenato da Braer. Il protagonista lascia la Grande Foresta e si reca dal mago Ilhundyl in cerca di un'istruzione arcana. Il mago lo attira in una trappola ma Mystra lo salva. Infine Elminster incontra Mirjala, la dea sotto mentite spoglie, la quale lo addestra e lo presenta a uno spirito netherese. Elminster, ormai arcimago, raduna le sue amicizie e va a sfidare il re malvagio, suo zio Belaur. Elminster lo uccide con la spada di suo padre e cede il trono all'ex-cavaliere Helm. Mirjala rivela la sua vera identità a Elminster e i due si amano. Elminster infine parte per il Cormanthor allo scopo di imparare la magia elfica e servire al meglio Mystra.

## Personaggi
- Elminster Aumar
- Helm Spadadipietra, ex-cavaliere, futuro re di Athalantar
- Farl, ladro amico di Elminster sposo di Tassabra la ladra
- Mirjala Occhiscuri, avatar di Mystra
- Uthgrael Aumar, padre dei sette fratelli
- Elthryn Aumar, quarto dei sette fratelli, padre di Elminster, capo del villaggio di Heldon
- Belaur Aumar, primo dei sette fratelli, re malvagio
- Felodar Aumar, sesto dei sette fratelli, in cerca di oro nel Calimshan
- Elthaun Aumar, secondo dei sette fratelli, forse morto nel Calimshan
- Cauln Aumar, terzo dei sette fratelli, ucciso prima ancora di poter ereditare il trono
- Othglas Aumar, quinto dei sette fratelli, sacerdote di Malar ormai defunto
- Nyrmm Aumar, settimo dei sette fratelli, scomparso
- Lhaeo, scriba di Elminster, principe fuggito dal suo regno
- Ilhundyl, mago pazzo padrone del Calishar, regno a nord del Calimshan
- Lord Mourngrym, signore di Shadowdale
- Amrythale Goldsheaf, madre di Elminster
- Arghel, Baerold, Sarghet, Engarl, Eladar, Nind, Mauri, Javal, banditi delle Colline del Corno
- Broarn, locandiere di Woodsedle
- Hannibur, fornaio e marito di Sandathe la prostituta
- Mithyn, araldo del regno

## Edizioni
- Ed Greenwood, Elminster - La nascita di un mago, traduzione di Adria Tissoni, Armenia, settembre 2000,  p. 384, ISBN 88-344-1218-4.